# 多花老鹳草
多花老鹳草（学名：Geranium polyanthes）为牻牛儿苗科老鹳草属的植物。分布在锡金、印度以及中国大陆的西藏等地，生长于海拔3,000米至3,700米的地区，一般生长在温带阔叶林、草甸、灌丛及亚高山植被，目前尚未由人工引种栽培。